# China International Fund Limited
China International Fund Limited (CIF) é uma empresa privada chinesa com sede em Hong Kong e um escritório em Pequim. A empresa foi fundada em 2003 em Hong Kong para financiar projectos em grande escala de reconstrução nacional e desenvolvimento de infra-estrutura nos países em desenvolvimento, principalmente na África. China International Fund Limited assinou acordos com os governos de Angola e da Guiné, sobre projetos de exploração nestes países. Os acordos incluem bilhões de dólares em investimentos. Acredita-se que é uma empresa controlada pelo governo chinês.

## Acionistas
Alguns acionistas ligados a empresas do grupo são: Hélder Vieira Dias "Kopelipa", Dino do Nascimento, China Angola Oil Stock Holding.

## Activos

### Projetos
Os projetos financiados por esta empesa incluia parques industriais de automóveis, habitação pública, obras públicas, transporte ferroviário, rodovias e projetos de aeroportos, construção em geral, centros de logística, projetos de água e energia hidroeléctrica, zonas industriais, projetos marinhos, edifícios governamentais e dos complexos administrativos bem como projetos de novas zonas.

#### Empresas
- CIF Cement (fabrica de cimento)[3].
- CIF Lowenda Cervejas (fabrica de cerveja)[3].
- CIF Logística (logística)[3].
- CIF SGS Automóveis (montagem de automóveis)[3].
- BIOCOM -- Companhia de Bioergia de Angola[3].
- Supermercados Quero[3].
- Damer Gráficas -- Sociedade Industrial de Artes Gráficas[3].

#### Imobiliário
- Vida Pacífica, com 24 edifícios de habitação no Zango[3].
- Kilamba KK5800, com 271 edifícios e 837 vivendas[3].
- Cif Luanda One e Cif Luanda Two[3].